# Giv'at Lacham
Giv'at Lacham (hebrejsky: גבעת לחם) je vrch o nadmořské výšce 97 metrů v severním Izraeli, v Dolní Galileji.
Leží cca 5 kilometrů jihozápadně od centra města Tiberias. Má podobu nevelkého pahorku, který vystupuje ze severovýchodních svahů údolí Bik'at Javne'el. Dál k severovýchodu terén stoupá směrem k vrchu Tel Ma'on, z kterého podél východního okraje Giv'at Lacham stéká vádí Nachal Zor'im. To pak jižně od pahorku ústí do vádí Nachal Javne'el. Je zmiňován jako strategické místo během bitev mezi Saladinem a křižáky ve 12. století a rovněž během Napoleonova egyptského tažení na přelomu 18. a 19. století.